# Steven Anson Coons
Steven Anson Coons (7 de març de 1912 – agost de 1979) va ser un dels pioners en el camp dels mètodes gràfics per ordinador. Va ser professor a l'Institut Tecnològic de Massachusetts al Departament d'Enginyeria Mecànica. També va ser professor a la Universitat de Syracuse després de deixar el MIT. Steven Coons. Es caracteritza ja que va tenir la visió de que els gràfics interactius per ordinador podrien ser una eina de disseny per ajudar als enginyers.

## Estudis i treball
Mentre era estudiant al MIT, Steven Anson Coons va ser empleat per la Chance Vought Aircraft Company, al Master Dimensions Department. Va desenvolupar una nova corba cònica basada en el quadrat unitari. Va publicar un informe titulat An Analytic Method for Calculations of the Contours of Double Curved Surfaces. La superfície estava controlada per polinomis d'un a setè ordre i cada corba s'expressava com una unitat de llargada i el pla de l'element, en un quadrat unitari. Els polinomis s'escriuen:
{\displaystyle z=f(d){\text{ where }}d={\frac {x-{\text{origin}}}{\text{range}}}}
i
{\displaystyle z=a_{0}+ad+a_{2}d^{2}+\cdots +a_{7}d^{7}}
Aquest concepte permet la concordança aproximada de qualsevol corba, cònica o no. El pla de l'element superficial normalment en una corba cònica s'expressa com:
{\displaystyle c=f(\Phi ,u,w,\theta ){\text{ all mapped into the unit square.}}\,}
En seleccionar els valors adequats per a Φ (similar a K a la família cònica) en aquesta equació:
{\displaystyle \Phi u(w-1)+(w-u)^{2}=0\,}
la corba serà fixa. Escollint arbitràriament valors de Φ, u i w es podrien resoldre per:
{\displaystyle u={\frac {1}{\sqrt {\Phi +{\sqrt {\theta +(\theta +1)}}}}},\,w=1-\theta (u)}
Durant la Segona Guerra Mundial, va treballar en el disseny de superfícies d'avions, desenvolupant les matemàtiques per descriure " pegats de superfície " generalitzats. Al laboratori de sistemes electrònics del MIT va investigar la formulació matemàtica d'aquests pegats i va publicar una de les contribucions més significatives a l'àrea del disseny geomètric, un tractat anomenat "El petit llibre vermell" l'any 1967. El seu " pegat Coons " va ser una formulació que presentava la notació, el fonament matemàtic i la interpretació intuïtiva d'una idea que finalment es convertiria en la base de les descripcions de superfícies que s'utilitzen habitualment avui en dia, com ara superfícies b-spline, superfícies NURB, etc. La seva tècnica per descriure una superfície va ser construir-la a partir de col·leccions de pegats adjacents, que tenien restriccions de continuïtat que permetrien que les superfícies tinguessin una curvatura que esperava el dissenyador. Cada pegat estava definit per quatre corbes de límit i un conjunt de " funcions de combinació " que definien com es va construir l'interior a partir dels valors interpolats dels límits.
Dos estudiants exitosos de Coons van ser Ivan Sutherland i Lawrence Roberts, tots dos van fer nombroses contribucions a la infografia i (en el cas de Lawrence Roberts) a les xarxes d'ordinadors. Steven Coons també va aconsellar a Nicholas Negroponte. 
Coons va publicar un llibre sobre dibuix mecànic i mètodes gràfics titulat Graphics c. 1961 conjuntamen amb John Thomas Rule.

## Premi Steven A. Coons
L'Associació per a la Maquinària Informàtica SIGGRAPH té un premi anomenat Coons, en el seu honor. El premi Steven Anson Coons a les contribucions creatives destacades a la gràfica per ordinador s'atorga en anys senars a una persona per honrar la contribució de tota la vida d'aquesta persona als gràfics per ordinador i les tècniques interactives. Es considera el premi més prestigiós de tot el camp.

### Premiats
- Markus Gross (2021)
- Michael F. Cohen (2019)
- Jessica Hodgins (2017)
- Henry Fuchs (2015)
- Turner Whitted (2013)
- Jim Kajiya (2011)
- Robert L. Cook (2009)
- Nelson Max (2007)
- Tomoyuki Nishita (2005)
- Pat Hanrahan (2003)
- Lance J. Williams (2001)
- James F. Blinn (1999)
- James D. Foley (1997)
- José Luis Encarnação (1995)
- Edwin Catmull (1993)
- Andries van Dam (1991)
- David C. Evans (1989)
- Donald P. Greenberg (1987)
- Pierre Bézier (1985)
- Ivan E. Sutherland (1983)

## Articles científics
- TB Sheridan, Steven A. Coons i HMPaynter, SOME NOVEL DISPLAY TECHNIQUES FOR DRIVING SIMULATION IEEE TRANSACTIONS ON HUMAN FACTORS IN ENGINEERING vol. HFE5 (1) 29, 1964.
- Steven A. Coons, COMPUTER GRAPHICS AND INNOVATIVE ENGINEERING DESIGN – SUPER-SCULPTOR, DATAMATION 12 (5) 32–34, 1966.
- Steven A. Coons, USOS DE LA COMPUTADORA EN TECNOLOGIA, SCIENTIFIC AMERICAN 215 (3) 177, 1966.
- DV Ahuja i Steven A. Coons, GEOMETRY FOR CONSTRUCTION AND DISPLAY, IBM SYSTEMS JOURNAL 7 (3–4) 188, 1968.
- Steven A. Coons, MODIFICATION OF SHAPE OF PIECEWISE CURVES, COMPUTER AIDED DESIGN 9 (3) 178–180, 1977.
- Steven A. Coons, CONSTRAINED LAST-SQUARES, COMPUTERS & GRAPHICS 3 (1) 43–47, 1978.